# Cerro Cementerio

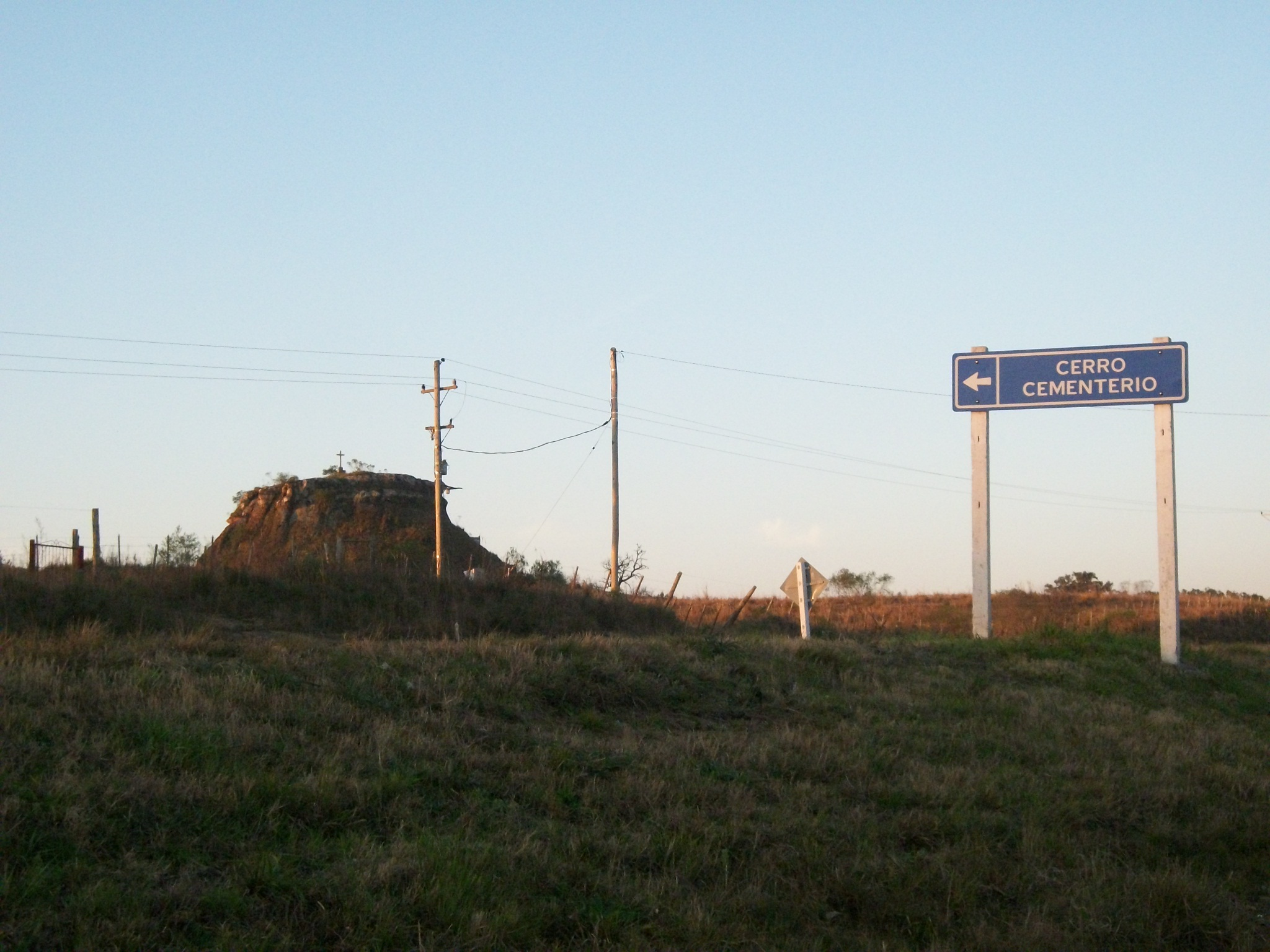
Otra vista del cerro Cementerio.

El cerro Cementerio es una elevación natural de unos 30 metros de altura ubicado sobre la ruta 26 (General Leandro Gómez), a 22 km de la ciudad de Tacuarembó y a 2 km aproximadamente de la localidad de Valle Edén.

## Historia
Su nombre se debe al mito del lugar, el cual cuenta que este cerro sirvió de cementerio a los  indígenas y criollos que habitaron esta región.
Actualmente es utilizado como cementerio por pobladores de la zona.